# Maurice Signard
Pour les articles homonymes, voir Signard.
Maurice Signard, né le 2 août 1840 à Bléneau (Yonne) et mort le 13 novembre 1903 à Gray, est un médecin et homme politique français.

## Biographie
Après des études de médecine à Paris, il s'installe à Gray où il est chirurgien de l'hôpital, médecin du collège et de la maison d'arrêt.
Il est maire de Gray de 1882 jusqu'à sa mort en 1903. À partir de 1887, il est aussi élu au conseil général de Haute-Saône dont il devient président en 1897.
Il devient député en 1891 sous l'étiquette de la Gauche républicaine et sera réélu en 1893. Il devient sénateur de la Haute-Saône en 1897.
Il sera pendant sa carrière politique une figure marquante du parti républicain en Haute-Saône.
Il décède en pleine rue à Gray, le 13 novembre 1903, à 63 ans.

## Sources
- « Maurice Signard », dans le Dictionnaire des parlementaires français (1889-1940), sous la direction de Jean Jolly, PUF, 1960 [détail de l’édition]